# Новоівановка (Шипуновський район)
Новоіва́новка (рос. Новоивановка) — село у складі Шипуновського району Алтайського краю, Росія. Входить до складу Первомайської сільської ради.

## Населення
Населення — 476 осіб (2010; 565 у 2002).
Національний склад (станом на 2002 рік):
- росіяни — 95 %